# Ősnyomtatvány Erdélyben
Ősnyomtatvány (latin szóval incunabulum) – a könyvnyomtatás első korszakában, a 15-16. században készült nyomdatermékek neve. Az 1529-1600 közötti időszakból Erdélyben Nagyszebenből 37, Brassóból 119, Kolozsvárról 208, Nagyváradról 10, Gyulafehérvárról 25, Abrudbányáról, Szászsebesről és Szászvárosról 1-1 magyar, illetőleg más – latin, német, görög, óegyházi szláv, román – nyelvű nyomtatványt tartunk számon.

## Ősnyomtatvány-kutatás 1918 előtt
Az első erdélyi nyomtatvány, Thomas Gemmarius Libellus grammaticus c., a szebeni iskola számára írt latin nyelvtana, a szebeni Trapoldner nyomdából került ki 1529-ben. Az első magyar nyelvű nyomtatványok pedig Heltai Gáspár és Georg Hoffgreff kolozsvári nyomdájából származnak: 1550-ben jelenik meg Heltai fordításában Luther kis katekizmusának magyar nyelvű kiadása, a Catechismus minor, az az a keresztyeni tudomanac reuideden valo sumaya. Kolozsvárott ugyanebben az évben lát világot a magyar nyelvű lutheránus szatirikus hitvitázó irodalom első terméke, Sztárai Mihály Comoediája. 1551 és 1552 között Heltai a teljesnek szánt bibliafordítás részeiként négy különálló könyvet jelentet meg: Mózes öt könyvét, Sirák fia Jézus könyvét, a Próféták könyvét, negyedikként pedig egy kötetben a Példabeszédek könyvét, a Prédikátor könyvét, az Énekek énekét és a Bölcsesség könyvét. Itt említjük Heltai Gáspárnak A részegségnek és a tobzódásnak veszedelmes voltáról való dialógusát (1552), továbbá 1553-ból Heltai fordításában két lutheránus katekizmust és egy lutheránus elmélkedéseket tartalmazó, vigasztaló könyvecskét.
Feltételezések szerint 1554-55-ből való a Hoffgreff-énekeskönyv címmel emlegetett, oktató énekeket tartalmazó protestáns jellegű gyűjtemény. Hoffgreff nyomdájából kerül ki 1554-ben Tinódi Sebestyén Crónicája, 1555-ben pedig egy újabb lutheránus katekizmus: Batizi Andrásnak a keresztyéni tudományról való könyvecskéje. Heltai nyomdájából, 1559-ből származik Méliusz Juhász Péter református tanítása: Az úrnak vacsorájáról való keresztyéni vallás. E nyomda termékei Heltai bibliafordításának további részei is: 1560-ban a Zsoltárok könyve, 1561-ben az Újszövetség, 1565-ben Józsué, Ruth, Sámuel és Királyok könyve. 1566-ban Heltai kolozsvári nyomdájában jelenik meg Száz fabulája, a középkori magyar nyelvű irodalom becses terméke.
A váradi nyomda terméke 1565-ből Méliusz Juhász Péter részleges református bibliafordítása: Jób könyve, 1566-ból való a Váradi-énekeskönyv címmel ismert protestáns énekeskönyv, 1568-ból Melius Juhász Péternek református bibliamagyarázó prédikációi: Az Szent Jánosnak tött jelenéseknek igaz és írás szerint való magyarázata. Az unitárius vitairatok a gyulafehérvári nyomdából kerültek ki. 1567-68-ból való Dávid Ferencnek és Császmai Istvánnak több unitárius vitairata, 1569-ből a Basilius Istváné. Végül ki kell emelnünk Abrudbánya egyetlen nyomdai termékét, az 1569-ből származó drámai művet, ez a Comoedia Balassi Menyhárt árultatásáról, feltételezett szerzője Bornemisza Péter.

## Ősnyomtatvány-kutatás 1918 után
Az ősnyomtatványok kérdéskörének irodalma a 19. század végén meg a 20. század elején is számottevő volt, s az erdélyi magyar tudományosság ez irányú érdeklődése az 1918-as hatalomváltozás után sem szűnt meg. Több tudományos munka, szaktanulmány is foglalkozik az ősnyomtatványokkal, az erdélyi könyv- és könyvtártörténet kérdésein belül ezek lelőhelyeivel, íróinak kilétével, az ősnyomtatvány korabeli művelődési jelenségeivel, a nyomdászat, a papírmalmok múltjával.
A jelesebb kutatók között elsőként kell említenünk Juhász Istvánt, aki régebbi kutatásait folytatva feldolgozza a Nagyszebenben és Brassóban megjelent román nyelvű egyházi irodalmat, kátékat, bibliafordításokat és -magyarázatokat (A reformáció az erdélyi románok között. Kolozsvár, 1940). Baráth Béla mint a gyulafehérvári Batthyáneum igazgatója foglalkozott az erdélyi közgyűjteményekben fellelhető ősnyomtatványok kutatásával (Ősnyomtatványok Csíksomlyón; Ősnyomtatványok Kolozsváron; Ősnyomtatványok a Székelyföldön és Dél-Erdélyben. Erdélyi Tudósító, 1941, 1942). Gyűjtésének szempontjait Erdélyi könyvtáraink ősnyomtatványai (Kolozsvár, 1941) c. füzetében ismerteti. A könyvtártörténeti munkákban is jelentős helye van az ősnyomtatvány-állomány bemutatásának és beszerzésük történetének. E munkák között Teleki Domokos (A marosvásárhelyi Teleki-könyvtár története. Erdélyi Múzeum, 1930), Farczády Elek és Székely Margit (Istoricul și situația actuală a bibliotecii documentare "Bolyai" din Târgu Mureș. Studii și Cercetări de Bibliologie, 1957), Nagy Géza (A Bethlen-kollégium tudományos gyűjteményeinek története. Kolozsvár, 1947) nevét kell kiemelnünk. Demény Lajos munkásságából ez esetben az erdélyi nyomdászat történetével, a papírgyártás múltjával kapcsolatos tanulmányaira kell utalnunk: történelmi magyarázattal kísérte a nagyszebeni nyomda egyik ősnyomtatványát (A szebeni szláv-román Evangheliar. Korunk, 1965). E tárgykörben külön hely illeti meg Jakó Zsigmond munkásságát: Heltai Gáspár nyomdájának történetét és Georg Hoffgreff életrajzát gazdagította újabb adatokkal (Újabb adatok a kolozsvári Heltai-nyomda kezdeteihez; Újabb adatok Hoffgreff György nyomdász életéhez. Magyar Könyvszemle, 1961, 1965). Az ősnyomtatványok keletkezéséhez kapcsolódó nyomdatörténeti tanulmánya A Hoffhalterek váradi és gyulafehérvári nyomdája címmel jelent meg (Művelődéstörténeti tanulmányok, 1979). Felfedte a balázsfalvi nyomda kezdeteit (Sub semnul lui Clio. Kolozsvár, 1974). A nagyszebeni nyomdával kapcsolatos kutatásai során bukkant nyomára a legrégibb létező román nyelvű ősnyomtatványnak (A szebeni nyomda 16. századi történetéhez. Korunk, 1965). Sikerült felfedeznie Váradi Péter könyvtárának kolozsvári töredékét, Mátyás király törvénykönyvének újabb maradványait és egy 16. századi erdélyi bibliai színjáték töredékét (Magyar Könyvszemle, 1958, 1965). Könyv-, könyvtár- és nyomdatörténeti kutatásaiból tanulmánykötetet tett közzé: Írás, könyv, értelmiség. (1976). Az ősnyomtatványok vonatkozásában szintén jelentős Szigeti Józsefnek A Balassi comoedia és szerzője (Budapest, 1967) c. kötetben megjelent tanulmánya. Az irodalomtörténet ugyanis sokáig a nyomdász Karádi Pált tartotta szerzőnek. Szigeti részletesen bizonyította, hogy a szerző Bornemisza Péter.
Az ősnyomtatvány témakörébe tartozik az Erdélyi Múzeumban megjelent két újabb közlemény: Muckenhaupt Erzsébeté a csíksomlyói egykori ferences könyvtár gyűjteményében lévő 16. századi német reneszánsz típusú szignált könyvkötésekről (ETF 216) és Futaky Istváné a wolfenbütteli Herzog August Bibliothekben található erdélyi vonatkozású ősnyomtatványokról és régi magyar könyvekről (1995/3-4. 145-157).
A magyar nyelvű erdélyi ősnyomtatványok jeles szerzőinek (Dávid Ferenc, Heltai Gáspár) életrajzával, irodalmi munkásságával, szövegeik újabb kiadásával számos erdélyi irodalomtörténeti kiadvány foglalkozik. (Dávid Ferenc, Heltai Gáspár emlékezete szakaszok.)